# Erika Kerner
Erika Kerner (* 1942) ist eine deutsche Schauspielerin und Regisseurin.

## Leben
Die 1942 in Ungarn geborene Erika Kerner siedelte im Alter von neun Jahren in die DDR nach Dresden um. Nach einer Ausbildung als Chemielaborantin und mehreren Auftritten mit einer Dresdner  Laienspielgruppe absolvierte sie von 1962 bis 1966 ein Studium an der Theaterhochschule „Hans Otto“ in Leipzig. Nach Engagements an den Theatern in Freiberg und Magdeburg, begann sie 1971 am Theater der Stadt Cottbus, später Staatstheater Cottbus, zu arbeiten. Als sie 2007 in den Ruhestand verabschiedet wurde, hat sie in ihren 41 Theaterjahren über 130 Rollen gespielt. Neben ihrer Haupttätigkeit am Theater wirkte sie seit 1980 als künstlerische Leiterin und Regisseurin am Arbeitertheater des Cottbusser Textil und Konfektionsbetriebs. Ein wichtiges Anliegen waren ihr auch die unzähligen Lesungen, mit denen sie durch das Land zog.
Seit 1998 lebt Erika Kerner mit ihrem Mann, dem Schauspieler Hans-Peter Jantzen, den sie bereits aus der gemeinsamen Studienzeit kennt und mit dem sie über 50 Jahre verheiratet ist, im Spreewalddorf Byhleguhre. Die gemeinsame, 1969 geborene, Tochter Bettina Jantzen, arbeitet als Dramaturgin.

## Filmografie
- 1976: Die Lindstedts (Fernsehserie, 1 Episode)

## Theater

### Schauspielerin
- 1964: Bertolt Brecht: Der kaukasische Kreidekreis – Regie: Erwin Arlt (Städtische Theater Karl-Marx-Stadt)
- 1973: Nikolai Chaitow: Wege (3 Einakter) – Regie: Christo Katschmarow  (Theater der Stadt Cottbus)
- 1975: László Gyurkó: Meine Liebe – Elektra (Chrysothemis) – Regie: Ekkehard Dennewitz (Theater der Stadt Cottbus)
- 1980: Christoph Hein: Cromwell – Regie: Peter Röll (Theater der Stadt Cottbus)
- 1985: Johannes R. Becher: Winterschlacht (Maria Hörder) – Regie: Alexander Wikarski  (Theater der Stadt Cottbus)
- 1986: Bertolt Brecht: Mutter Courage und ihre Kinder (Mutter Courage) – Regie: Peter Röll (Theater der Stadt Cottbus)
- 1992: Gotthold Ephraim Lessing: Nathan der Weise (Daja) – Regie: Konrad Zschiedrich (Staatstheater Cottbus)
- 1992: Federico García Lorca: Die wundersame Schusterfrau – Regie: Alejandro Quintana (Staatstheater Cottbus)
- 1995: Ramón María del Valle-Inclán: Worte Gottes – Regie: Alejandro Quintana (Staatstheater Cottbus)
- 2006: Musical: Über sieben Betten musst du gehn (Ljudmila) – Regie: Reiner Flath (Staatstheater Cottbus)
- 2007: Richard Alfieri: Sechs Tanzstunden in sechs Wochen (Ältere Dame) – Regie: Milena Paulovics (Staatstheater Cottbus)
- 2008: Agatha Christie: Die Mausefalle (Mrs. Boyle) – Regie: Bettina Jahnke (Staatstheater Cottbus)

### Regisseurin
- 1982: Hans Sachs: Von Torheit, Zank und List (Arbeitertheater Cottbus)
- 1983: Maria Clara Machado: Die kleine Hexe, die nicht böse sein konnte (Arbeitertheater Cottbus)
- 1985: Alexander Wampilow: Provinzanekdoten (Arbeitertheater Cottbus)
- 1986: Katrin Lange: Willi und die anderen (Arbeitertheater Cottbus)
- 1988: Bertolt Brecht: Die Kleinbürgerhochzeit (Arbeitertheater Cottbus)